# 雨季之後
《雨季之後》是中國偶像組合SNH48的第七張EP，於2015年3月28日在SNH48線上商城開始預售。

## 簡介
唱片封面以SNH48的三位隊長莫寒（Team SII）、馮薪朵（Team NII）、王璐（Team HII）作為主題，並由成員徐晨辰參與唱片細節設計，馮薪朵則負責設計EP內的小遊戲「星夢種子」整體配色方案。
EP內含一張CD和一張DVD，共收錄五首歌，其中包括SNH48年度金曲大賞BEST 30 2015的冠軍歌曲《狼與自尊》與MV。
特典附贈一本歌詞本、一張生寫真、一張握手券及一張隊長寄語書籤（隊伍隨機）。另外掃描唱片本中的活動二維碼，可進行「星夢種子」的遊戲。

## 收錄曲目
| CD       | CD                                         | CD         | CD           | CD             | CD                                    | CD    |
| 曲序     | 曲目                                       | 作曲       | 编曲         | 演唱者         | 备注                                  | 时长  |
| -------- | ------------------------------------------ | ---------- | ------------ | -------------- | ------------------------------------- | ----- |
| 1.       | 雨季之后（原曲：《After rain》）           | Sungho     | 野中MASA雄一 | 选拔組         | 作词：甘世佳 原词：秋元康 原唱：AKB48 | 3:26  |
| 2.       | 爱情养成日记（原曲：《LOVE修行》）         | 石井亮辅   | 野中MASA雄一 | Team NII       | 原词：秋元康 原唱：AKB48              | 4:53  |
| 3.       | 幸福的压力（原曲：《永遠的壓力》（永遠プレッシャー））     | 丸谷学     | 若田部城     | Team SII       | 原词：秋元康 原唱：AKB48              | 4:37  |
| 4.       | 悬铃木（原曲：《倘若在梧桐樹什麼的》（鈴懸なんちゃら）） | 织田哲郎   | 野中MASA雄一 | Team HII       | 原词：秋元康 原唱：AKB48              | 3:53  |
| 5.       | 狼与自尊（原曲：《狼与自尊》（狼とプライド））         | 吉富小百合 | 影家淳       | 龚诗淇、易嘉爱 | 原词：秋元康 原唱：SKE48              | 4:25  |
| 总时长： | 总时长：                                   | 总时长：   | 总时长：     | 总时长：       | 总时长：                              | 21:14 |

| DVD  | DVD                    |
| 曲序 | 曲目                   |
| ---- | ---------------------- |
| 1.   | 《雨季之后》音乐纪录片 |
| 2.   | 《悬铃木》拍摄花絮     |
| 3.   | 狼与自尊               |

特典
- 歌詞本1本
- 生寫真1張（75款單人和6款合照）
- 握手券1張
- 隊長寄語書籤1張（三隊隨機）

## 選拔成員

### 雨季之後
（Center：莫寒）
- Team SII：戴萌、莫寒、邱欣怡、許佳琪、趙嘉敏、張語格
- Team NII：馮薪朵、龔詩淇、鞠婧禕、李藝彤、易嘉愛
- Team HII：陳怡馨、王璐、吳燕文、徐晗、张昕

莫寒首次擔任選拔Center。馮薪朵、陳怡馨、王璐、吳燕文、徐晗、張昕首次參與選拔。陳觀慧、李宇琪、吳哲晗首次落選選拔組。首次有Team HII的成員參與選拔。

### 愛情養成日記
（Center：鞠婧祎、萬麗娜）
- Team NII：陈佳莹、陈问言、董艳芸、冯薪朵、龚诗淇、黄婷婷、何晓玉、鞠婧祎、罗兰、林思意、陆婷、李艺彤、孟玥、唐安琪、万丽娜、易嘉爱、赵粤、曾艳芬、张雨鑫

### 幸福的壓力
（Center：趙嘉敏）
- Team SII：陳觀慧、陳思、戴萌、蔣芸、孔肖吟、李宇琪、莫寒、錢蓓婷、邱欣怡、孫芮、沈之琳、徐晨辰、许佳琪、徐子軒、趙嘉敏、张语格

### 懸鈴木
（Center：王璐）
- Team HII：陈怡馨、李豆豆、刘炅然、林楠、刘佩鑫、李清扬、王柏硕、王璐、吴燕文、谢妮、徐晗、徐伊人、许杨玉琢、杨惠婷、张昕
- 签约生：楊吟雨[注 2]

### 狼與自尊
- Team NII：龔詩淇、易嘉愛

## 軼事
- 楊吟雨參與的最後一張EP。

## 外部連結
- SNH48官網的專頁 （页面存档备份，存于）
- 音悅Tai上的「《懸鈴木》PV」影片
- 愛奇藝上的「《狼與自尊》PV （页面存档备份，存于）」影片
- 騰訊視頻上的「《雨季之後》音樂紀錄片 （页面存档备份，存于）」影片